# Ненад Маричић
Ненад Маричић (Загреб, 10. јул 1979) позоришни је и филмски глумац.

## Биографија
Рођен је 10. јула 1979. године у Загребу. Средњу и основну школу завршио је у Ивањици. Дипломирао глуму на Факултету драмских уметности у Београду, у класи професора Предрага Бајчетића. 
Године 2002. постао је стални члан Народног позоришта у Београду. Асистент професора за глуму на Павловић универзитету - Факултет драмских уметности у Бијељини постао је 16. октобра 2006. године.

## Филмографија
| Година    | Назив                         | Улога                    |
| --------- | ----------------------------- | ------------------------ |
| 2000      | Оливер и Оливера              | Оливер                   |
| 2003      | Наша мала редакција           | Студент                  |
| 2003      | Најбоље године                | Болничар                 |
| 2003      | Илка                          | Раша Милошевић           |
| 2005      | М(ј)ешовити брак              | Ђоле                     |
| 2005      | Идеалне везе                  | Господин Марковић        |
| 2006      | Љубав, навика, паника         | Асистент Зарић           |
| 2006      | Синовци                       | Милна Срећковић          |
| 2006      | Реконвалесценти               |                          |
| 2007      | С.О.С. – Спасите наше душе    | Шумар Иве                |
| 2008      | Ближњи                        | Андријин син             |
| 2008      | Маша                          | Саша                     |
| 2008−2009 | Горки плодови                 | Саша                     |
| 2010      | Златно теле                   | Шура Балаганов           |
| 2017      | Козје уши                     | Шумар Милутин            |
| 2017      | Мајстор Мајнд                 | Мишко                    |
| 2018      | Народно позориште у 10 чинова | Павле Богатинчевић       |
| 2021      | Александар од Југославије     | генерал Душан Трифуновић |
| 2021      | Време зла                     | новинар                  |
| 2023      | Вера                          | др Лазар Прокић          |
| 2024      | Време смрти (ТВ серија)       | Хаџић                    |

## Улоге у Позоришту
ПРЕДСТАВЕ У НАРОДНОМ ПОЗОРИШТУ: (избор)
- Комендијаши
- Велика драма
- Невјеста од вјетра
- Рибарске свађе
- Јанез
- Милева Ајнштајн
- Тишина трезних
- Зечији насип
- Веселе жене виндзорске
- Судија
- ДР
- Представа Хамлета у селу Мрдуша Доња

АТЕЉЕ 212:
- Присуство - прича о Битлсима
- Дуго путовање у ноћ

БОШКО БУХА:
- Чардак ни на небу ни на земљи